# Torrenova (zone de Rome)
Pour les articles homonymes, voir Torrenova.

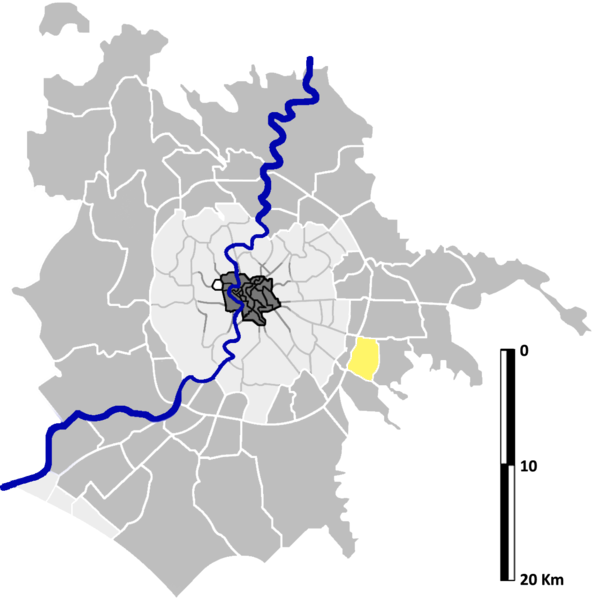
Localisation de Torrenova sur la carte administrative de Rome.

Torrenova est une zona di Roma (zone de Rome) située au sud-est de Rome dans l'Agro Romano en Italie. Elle est désignée dans la nomenclature administrative par Z.XVI et fait partie des Municipio VI et VII. Sa population est de 27 470 habitants répartis sur une superficie de 7,34 km2.

## Lieux particuliers
- Église Resurrezione del Nostro Signore Gesù Cristo
- Église San Tommaso d'Aquino
- Église Santi Mario e Compagni Martiri
- Église San Gaudenzio a Torrenova